# Дегунино (платформа)

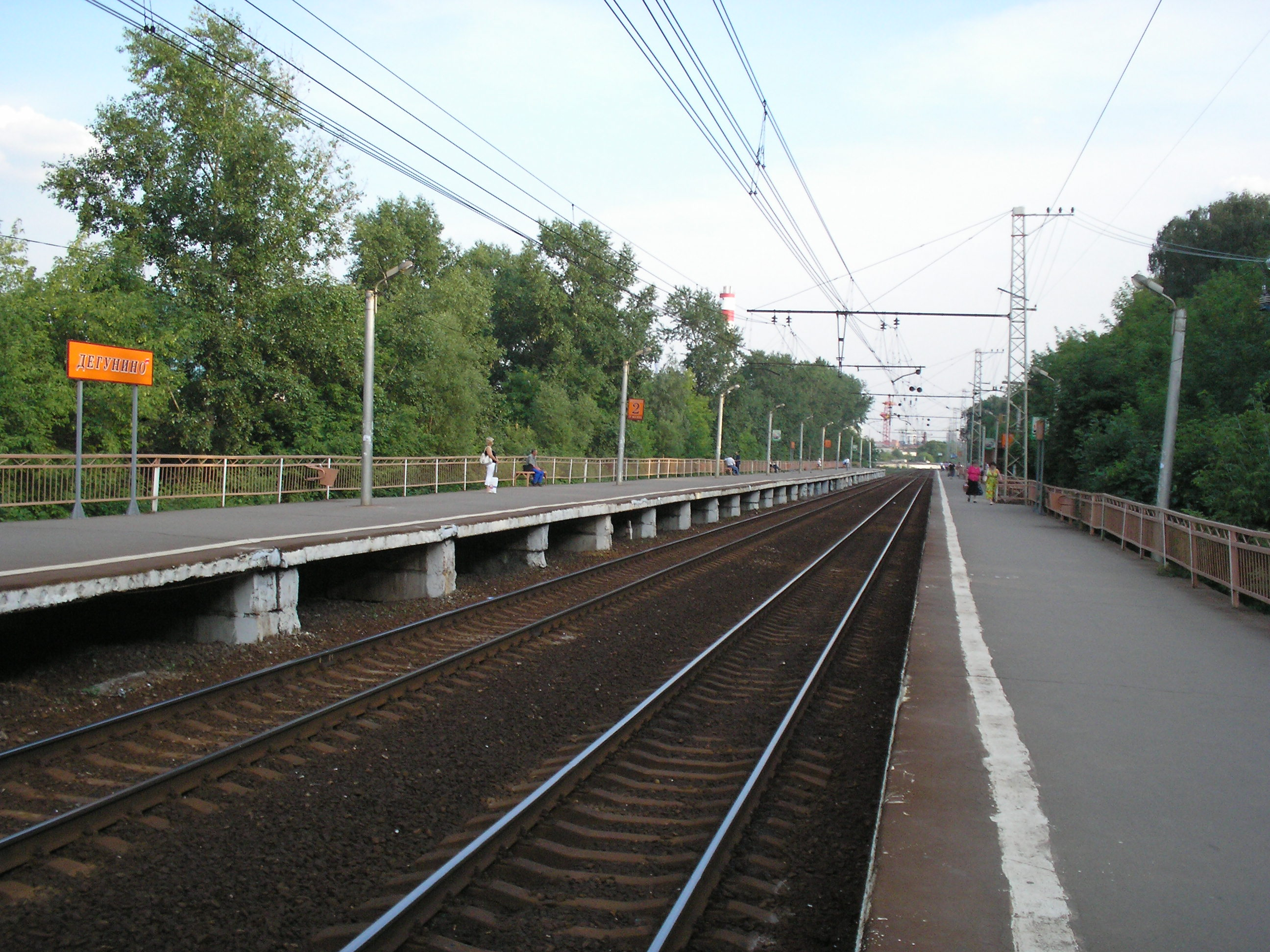
Пл. Дегунино до реконструкции, 2007 г.

Дегу́нино — остановочный пункт Савёловского направления Московской железной дороги в Москве, станция линии МЦД-1 «Белорусско-Савёловский» Московских центральных диаметров.
Состоит из двух боковых платформ, соединённых между собой настилом через пути, в 2013 году проведён ремонт обеих платформ. Относится к центральной тарифной зоне, не оборудован турникетами.
Пассажирское сообщение осуществляется электропоездами. Самые дальние пункты беспересадочного сообщения: в северном направлении — Савёлово, Дубна, в южном направлении (на Смоленское направление) — Бородино, Звенигород.
Входит в состав Московских центральных диаметров, линия МЦД-1.
Рядом с платформой № 2 (от Москвы) проходит соединительная ветвь, соединяющая Савёловское направление с Малым кольцом МЖД.
Назван по деревне Дегунино, располагавшейся неподалёку (хотя и дальше, чем деревня Бескудниково). Что касается самого топонима «Дегунино», то здесь однозначного мнения нет, хотя многие учёные объясняют происхождение названия от слова «дегун» (degumas, degune: в языках балтийских народов обозначало «выжженная земля»). Возможно, так назывался чёрный культурный слой — характерный признак долго существовавшего здесь древнего поселения.
В окрестностях находятся Мусоросжигательный завод № 2, продовольственная база «Алтуфьево».

Московский рыбоперерабатывающий завод «Морской замок»,
Алтуфьевское шоссе, 37к1

## Наземный общественный транспорт
На этой станции можно пересесть на следующие маршруты городского пассажирского транспорта:
- Автобусы: 149, 380